# Tupolew Tu-123
Die Tupolew Tu-123 Jastreb (Projektname DBR-1; russisch Ястреб für Habicht) war eine sowjetische überschallschnelle Aufklärungsdrohne. Der Erstflug erfolgte 1960. Die Tu-123 basierte auf dem Marschflugkörper Tu-121. DBR steht für Dalni bespilotny raswedtschik (дальний беспилотный разведчик), unbemannter Langstreckenaufklärer.

## Konstruktion und Einsatzprofil
Die Tu-123 hatte Deltaflügel und ein konventionelles Leitwerk mit Pendelhöhen- und -seitenrudern. Bei einer Startmasse von 35,6 Tonnen betrug die Reichweite etwa 3600 km bei einer Marschgeschwindigkeit von 2700 km/h und einer Dienstgipfelhöhe von 19 bis 23 km. Der Start erfolgte mit zwei PRD-52-Starthilfsraketen, die das Flugzeug in 3,5 bis 5 Sekunden auf etwa 600 km/h beschleunigten. Ab dieser Geschwindigkeit übernahm das am Heck angeordnete Tumanski-R-15K-300-Triebwerk den Antrieb. Dieses lieferte 98 kN Schubkraft.
Der Start erfolgt ortsungebunden von mobilen Startrampen. Nach der Beendigung des Aufklärungsflugs flog die Tu-123 zu einem vorgegebenen Zielpunkt und das Triebwerk wurde abgeschaltet. Der Container mit dem eingesetzten Aufklärungsgerät wurde abgeworfen und landete am Fallschirm. Danach stürzte die Tu-123 ab und wurde dabei zerstört. Eine wiederverwendbare Version Tu-139 Jastreb 2 war geplant, wurde aber nicht fertig entwickelt.

## Einsatz und Nachfolger
Die 52 im Werk Nr. 64 in Woronesch gebauten Tu-123 waren von 1964 bis 1972 im Einsatz. Danach wurden ihre Aufgaben von der MiG-25R übernommen.

## Technische Daten
| Kenngröße                             | Daten                                                                    |
| ------------------------------------- | ------------------------------------------------------------------------ |
| Länge                                 | 27,83 m                                                                  |
| Spannweite                            | 8,41 m                                                                   |
| Höhe                                  | 4,78 m                                                                   |
| Startmasse mit zwei Starthilfsraketen | 35.610 kg                                                                |
| Leermasse                             | 11.450 kg                                                                |
| Masse des Brennstoffs                 | 16.600 kg                                                                |
| Masse der Starthilfsraketen           | 2 × 3300 kg                                                              |
| Marschgeschwindigkeit                 | 2700 km/h                                                                |
| Dienstgipfelhöhe (mit Bewaffnung)     | 19.000–22.800 m                                                          |
| Reichweite                            | 3600 km                                                                  |

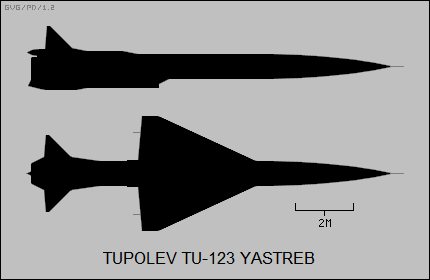
Risszeichnung der Tu-123

| Triebwerke                            | - 2 × Starthilfsraketen PRD-52 - 1 × Strahltriebwerk Tumanski R-15BK-300 |
| Schubkraft                            | - PRD-52 : 2 × 735–784 kN - 1 × 98 kN                                    |